# Зелихман, Илья Абрамович
Илья (Гиль) Абрамович Зелихман (1877, Дубровно, Могилёвская губерния — 1940) — российский и советский скрипач и музыкальный педагог. Отец музыкального педагога Лии Зелихман.
С 1888 г. учился в Санкт-Петербурге, в 1893—1899 гг. — в Санкт-Петербургской консерватории в классе Леопольда Ауэра (окончил с отличием). По окончании курса не был принят в оркестр Императорской русской оперы, как утверждается, по причине еврейского происхождения. Был концертмейстером оркестров в Таганроге, Выборге, Гельсингфорсе, Киеве, Сестрорецке. Затем обосновался в Ростове-на-Дону, преподавал в училище Императорского русского музыкального общества.
С 1926 г. профессор Ленинградской консерватории.